# Lorenzo Vigas Castes
Lorenzo Vigas Castes (Mérida, 1967) és un director, guionista i productor de cinema veneçolà.
És fill del pintor Oswaldo Vigas. Va tenir formació científica i va estudiar biologia molecular a la Universitat de Tampa.
Va fer estudis de cinema en la Universitat de Nova York, el 1995, i als Estats Units va dirigir nombroses pel·lícules experimentals.
De tornada a Veneçuela, el 1998, va dirigir la sèrie de documentals Expedición per a la RCTV i també altres documentals i anuncis comercials. Posteriorment es va mudar a Mèxic, on va rodar en 2003 el documental Los elefantes nunca olvidan, produït per Guillermo Arriaga. Aquest curt va ser exhibit en el Festival Internacional de Cinema de Canes.
Amb la seva primera pel·lícula, Desde allá, Vigas va guanyar el Lleó d'or a la millor pel·lícula a á 72a Mostra Internacional de Cinema de Venècia. La pel·lícula té un rerefons homosexual: la relació entre un protètic dental (Armant, interpretat per Alfredo Castro) i un pinxo (Élder, interpretat per l'actor novell Luis Silva).
Al juliol de 2016 va ser nomenat membre del jurat de la 73a Mostra Internacional de Cinema de Venècia.
Per a mitjan 2020 aquesta previst l'estrena de la seva segona pel·lícula la qual porta per títol La caja, és una coproducció veneçolana- mexicana que tracta temes com el pas d'emigrants, la pobresa, i l'exclusió social.

## Filmografia
- Desde allá, 2015.
- Los elefantes nunca olvidan (curtmetratge)
- La caja (en producció)[5]

## Premis i nominacions
Festival Internacional de Cinema de Venècia
| Any  | Categoria | Treball nominat | Resultat  |
| ---- | --------- | --------------- | --------- |
| 2015 | Lleó d'Or | Desde allá      | Guanyador |

Premis Goya
| Any  | Categoria                                     | Treball nominat | Resultat |
| ---- | --------------------------------------------- | --------------- | -------- |
| 2017 | Millor pel·lícula estrangera de parla hispana | Desde allá      | Nominada |